# Торрес-дель-Парке
Торрес-дель-Парке (исп. Torres del Parque), или Резиденсиас-Эль-Парке (исп. Residencias El Parque) — жилой комплекс в центре города Богота — столицы Колумбии, расположенный на востоке района Санта-Фе, в баррио Ла-Макарена. Состоит из трёх кирпичных зданий, спроектированных колумбийским архитектором Рохелио Сальмоной и возведённых в период с 1965 по 1970 год. Комплекс окружает Сантамарию — арену для боя быков, чья круглая форма соответствует изогнутому дизайну зданий. Силуэты комплекса также напоминают Восточные холмы города.
Башни жилого комплекса построены с севера на юг и пронумерованы буквами C, A и B. Самая высокая — башня A имеет 37 этажей и высоту в 117 метров. Это одно из самых высоких зданий в городе, благодаря расположению на возвышенности у подножия холма Монсеррат. Комплекс включает 294 квартиры разной площади. Композиционные оси трёх сооружений вращаются вокруг центра арены для боя быков. Два боковых корпуса сдвинуты к ней в шахматном порядке, коррелируя в этой композиции с Восточными холмами.
Важным аспектом проекта является то, что большая часть площади комплекса отведена под общественное пространство; три четверти доступной земли были использованы архитектором для устройства садов, дорожек и небольших площадей. Места общего пользования зданий составляют единую среду с парком Независимости, образуя большую общественную зелёную зону, которая простирается до 7-й улицы. Лестничная улица является точкой пересечения жилого комплекса, парка Независимости, арены для боя быков и планетария; в её нижней части находится статуя Коперника.
Использование кирпича в качестве основного материала при возведении комплекса имеет социальные, экономические и эстетические причины. По словам архитектора, кирпич «сделан из глины и дает работу многим людям... это материал, щедро используемый местными каменщиками... его цвет меняется в зависимости от освещения и создает очень красивые вспышки света и тени... и кирпичная архитектура связана с местной растительностью; это одна из традиций города, правильно использовать свой растительный мир». Жюри премии Алвара Аалто обратило внимание на эту особенность проекта, присудив его автору медаль в 2003 году: «Сальмона стал самостоятельным мастером благодаря использованию аутентичных материалов, кирпича и дерева, и демонстрирует всеобъемлющий подход к архитектуре, которая включает в себя ландшафтный дизайн и городское планирование».